# ثانية واحدة (فلم)
ثانية واحدة فيلم مصري جاري إنتاجه من إنتاج عام 2021 بطولة مصطفى خاطر ودينا الشربيني ويشاركه في الفيلم كلا من ويزو ومحمد أسامة ومحمود حميدة وسوسن بدر وبيومي فؤاد.

## أحداث الفيلم
```
تدور أحداث الفيلم في إطار رومانسي كوميدي، يجمع القدر بين شاب وفتاة في حادث يفقد على أثره ذاكرته وتضطر الفتاة للاهتمام به فترة حتى يجد أهله، وخلال تلك الفترة يتسبب لها بالكثير من المشاكل التي تغير حياتهما تماما.
[
2
]
```

## الممثلين
| - دينا الشربيني:دينا الشامي - مصطفى خاطر:آدم عثمان / قدري - بيومي فؤاد:مرعي البواب - علا رشدي:مها - سوسن بدر:سكينة - والدة دينا | - فتحي عبد الوهاب:عماد عبدالسلام - أحمد الفيشاوي : شقيق أدم - أيمن القيسوني: سمير -طليق دينا - شريف دسوقي: محمود الشامي - والد دينا - مصطفى أبو سريع: وكيل النيابة | - طاهر أبو ليلة: الحرامي - عزوز عادل - لِلّا فضة: يارا - هنا زهران: بنت الجيران (طفلة) - حمادة صميدة : كاتب النيابة | - وائل خليل - جنا صلاح: وفاء - أوشا - جورج أشرف - محمد السبكي: الغتت في القطار |

## الإنتاج
- كتب مصطفي حمدي قصة وسيناريو الفيلم، وكان الفيلم من إخراج أكرم فريد. المنتج محمد السبكي.

## روابط خارجية
- مقالات تستعمل روابط فنية بلا صلة مع ويكي بيانات